# 陈冰 (1901年)

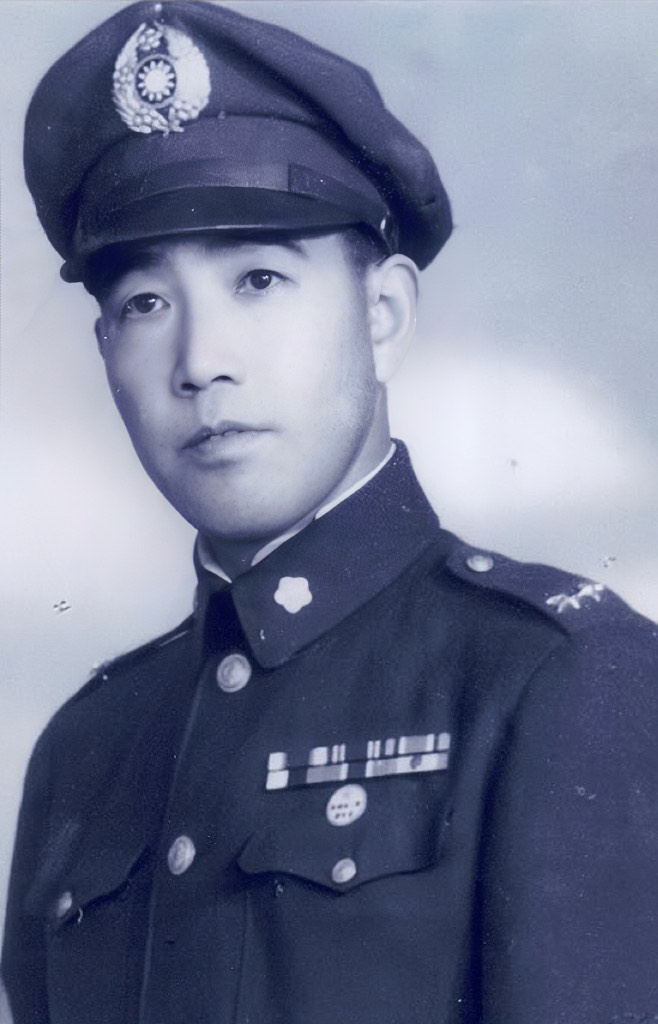
陈冰1901

陳冰 (1901年2月19日—1951年9月27日)，字鏡如，山西長治人，信奉回教，保定軍校八期步科、陸軍大學特八期學員， 中華民國陸軍中將，參與國共內戰。李弥麾下第十三兵團副司令官，在淮海戰役中被俘，1951年病逝于山東禹城在押戰犯管理所中。

## 參與的戰爭
- 淮海戰役

## 家庭
1929年與余翔雲結婚，育有2女(陳心慧，陳心懿)，2子(陳心莊，陳心正)。1936年在四川成都納賈劍影為妾，無生育。兩女與長子均在1949年前抵達臺灣，兩女後去美國定居，夫人與幼子陳心正滯留于北平東四故居，1954年夫人病逝于北京。1979年長姐陳心慧找尋到幼弟的下落，隨後陳心正于1984年前往美國定居與兩個姐姐團聚。

## 图册

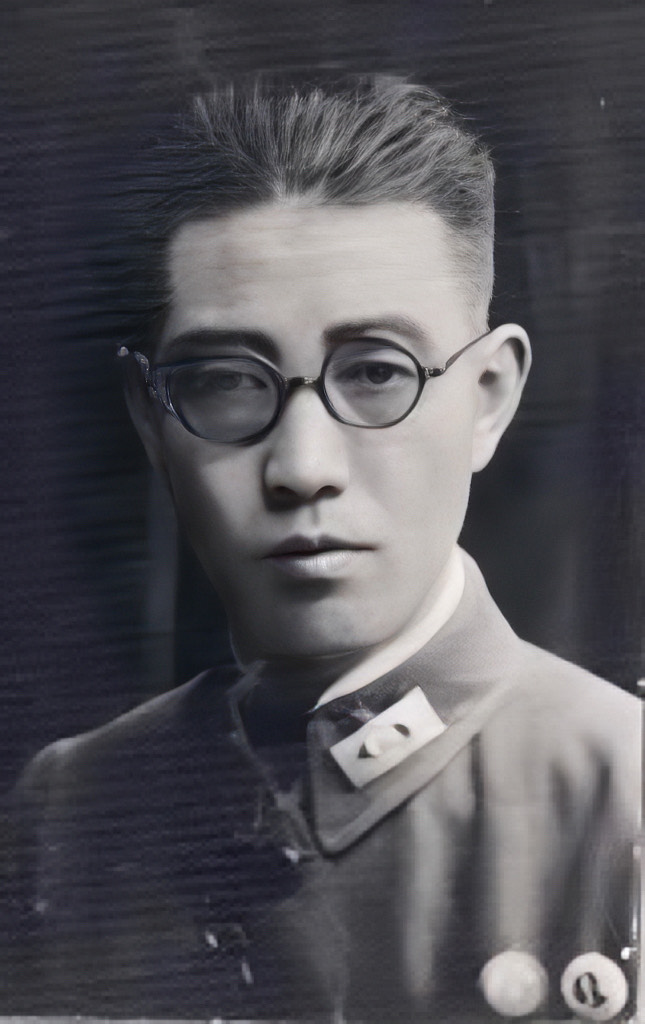
陈冰早年时期
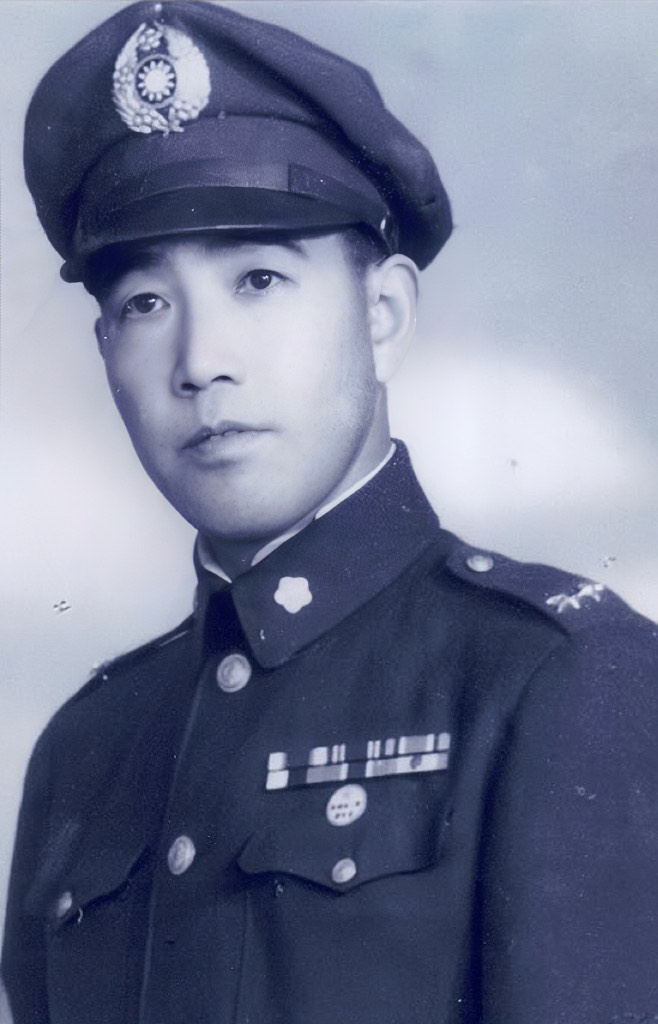
陈冰青年时期
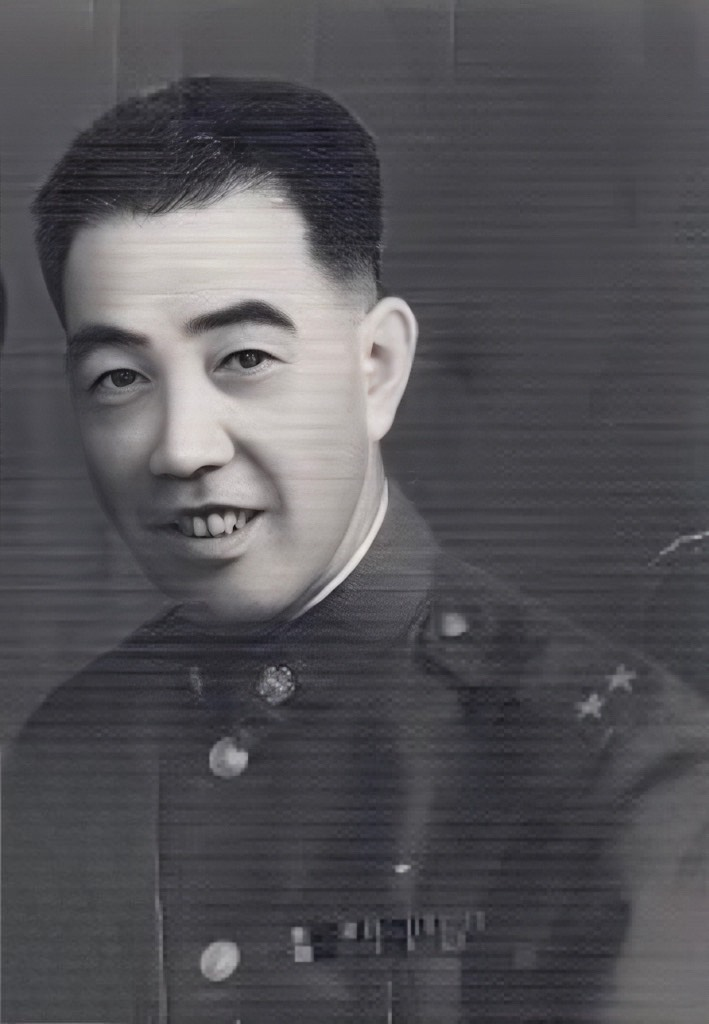
陈冰中年时期
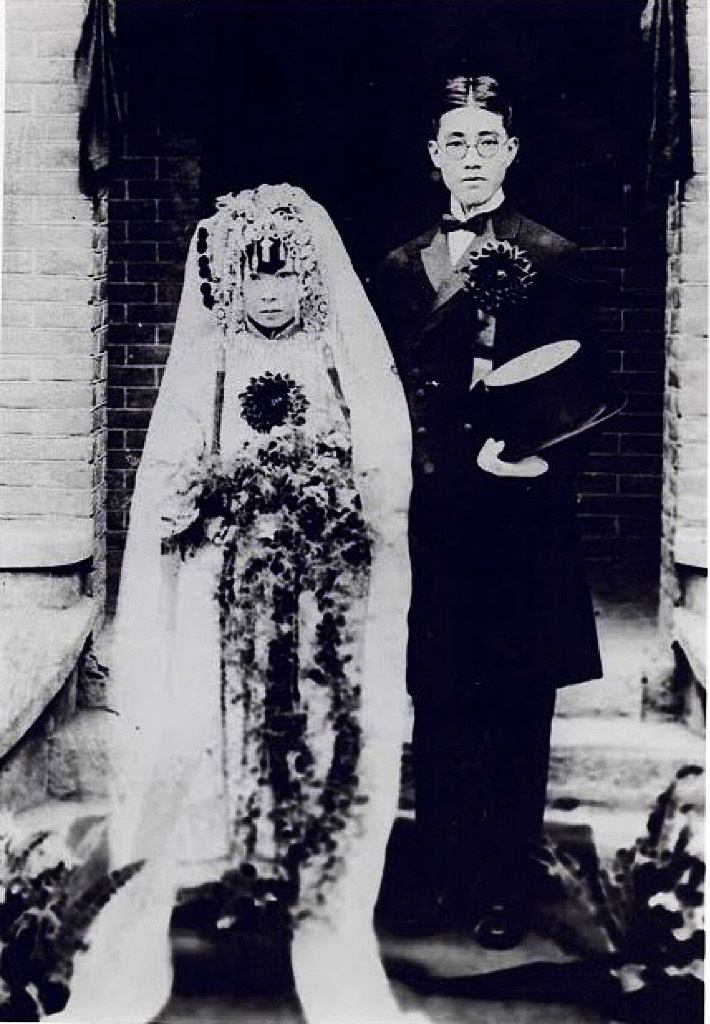
陈冰與余翔雲1929年大婚